# Bogdan Pieniążek
Bogdan Pieniążek (ur. 4 marca 1972 w Dębicy) – piłkarz polski grający na pozycji obrońcy.

## Kariera
Karierę piłkarską Pieniążek rozpoczął w klubie Wisłoka Dębica. Grał w nim od 1989 roku do lata 1994 roku. Kolejnym jego klubem w karierze był Ruch Chorzów. 9 września 1994 zadebiutował w pierwszej lidze w zremisowanym 1:1 domowym meczu z Górnikiem Zabrze. Na koniec sezonu 1994/1995 spadł z Ruchem do drugiej ligi. W sezonie 1995/1996 zdobył z Ruchem Puchar Polski oraz wrócił do ekstraklasy. W Ruchu grał do jesieni 1997 i wówczas zawiesił swoją karierę.
W 2001 roku Pieniążek wrócił do gry w piłkę. Występował kolejno w: Rzemieślniku Pilzno, Wisłoce Dębica, Tomasovii Tomaszów Lubelski, Kolbuszowiance Kolbuszowa i LKS Łęki Górne.
Ogółem w polskiej ekstraklasie Pieniążek rozegrał 61 meczów.